# 세스나 150

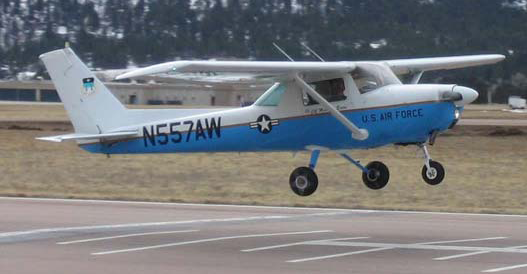
미국 공군의 T-51 기초훈련기

세스나 150은 2인승 경비행기이다. 세계 최대 판매량을 기록한 4인승 세스나 172에 이어, 세스나의 2번째로 많이 판매된 모델이다. 세계에서 5번째로 많이 팔린 경비행기이다.

## 역사
1957년 9월 12일 초도비행했다. 세스나 150과 세스나 152는 1977년까지 23000대 이상 생산, 판매되었다.

## 대한민국
한국은 2017년 7월 20일 세스나 150과 동일한 1억 5천만원 정도의 2인승 경비행기 KLA-100의 초도비행을 할 계획이다.

## 제원 (1976 Commuter II)
일반 특성
- 승무원: 2명
- 승객: 2명
- 길이: 23 ft 11 in (7.29 m)
- 날개폭: 33 ft 2 in (10.11 m)
- 높이: 8 ft 6 in (2.59 m)
- 날개면적: 160 sq ft (15 m2)
- 경하중량: 1,122 lb (509 kg)
- 최대이륙중량: 1,600 lb (726 kg)
- 엔진: 1 × Continental O-200-A air-cooled horizontally-opposed engine, 100 hp (75 kW)

성능
- 최고속도: 109 kn (125 mph; 202 km/h) at sea level
- 순항속도: 82 kn (94 mph; 152 km/h) at 10,000 ft (3,000 m) (econ cruise)
- 스톨속도: 42 kn (48 mph; 78 km/h) (flaps down, power off)
- 초과금지속도: 140 kn (161 mph; 259 km/h)
- 순항거리: 420 nmi (483 mi; 778 km)
- 최대고도: 14,000 ft (4,300 m)
- 상승률: 670 ft/min (3.4 m/s)
- 이륙거리: 1,385 ft (422 m)
- 착륙거리: 1,075 ft (328 m)

## 같이 보기
- 세스나 152
- 세스나 172
- 항공기 목록